# Giap (empresa)
Giap é uma marca comercial Italiana utilizada para a distribuição de combustíveis.

## Marca
A marca é propriedade do "Grupo Minardo", holding que opera principalmente no sector petroleiro. Sua sede está em Modica, no Livre consórcio municipal de Ragusa.
Em 1969 Rosario Minardo começou a trabalhar num distribuidor em Modica. No ano seguinte, constrói-se a primeira planta em contrada Sant'Antonio (em Modica) e funda a marca Giap (Gestione Impianti Autonomi Petroli).
Rosario Minardo é irmão do senador da República Italiana Riccardo Minardo e pai de Antonino Minardo, político e presidente (em 2007) do Consorzio per le Autostrade Siciliane (Consórcio para as rodovias da Sicília).
A empresa também comercializa GLP, combustíveis e lubrificantes para automóveis, motores marinhos e veículos agrícolas.

## Distribuição
Em 2021, os distribuidores Giap estão presentes em Sicília (desde 1970), Calabria, Campania, Lazio, Lombardia e Toscana.

## ‎Ligações externas
- «Sito oficial»
- «Página oficial de Facebook»